# Imad Rqioui
Imad Rqioui (arab. عماد الرقيوي, ur. 1 stycznia 1987 w Casablance) – marokański piłkarz, grający jakonapastnik w FC Nouadhibou.

## Klub

### Olympique Khouribga
Zaczynał karierę w Olympique Khouribga, z rezerw dołączył w 2010 roku. W sezonie 2011/2012 (pierwszym w bazie Transfermarkt) zagrał 9 meczów. W sezonie 2012/2013 rozegrał 28 spotkań, strzelił 3 gole i miał 4 asysty. W kolejnym sezonie wystąpił w 14 spotkaniach, miał gola i asystę. W sezonie 2014/2015 zagrał 12 spotkań i strzelił 3 bramki.

### Olympic Safi
1 czerwca 2015 roku trafił do Olympic Safi. W tym klubie zadebiutował 12 września 2015 roku w meczu przeciwko FAR Rabat (1:1). Został zmieniony w 72. minucie przez Johana Lengoualamę. Pierwszą asystę zaliczył 21 listopada 2013 roku w meczu przeciwko Hassania Agadir (porażka 2:4). Asystował przy golu Robinho w 15. minucie. Pierwszego gola strzelił 7 stycznia 2014 roku w meczu przeciwko Chabab Rif Al Hoceima (przegrana 3:2). Do siatki trafił w 12. minucie. Łącznie zagrał 42 mecze, strzelił 3 bramki i czterokrotnie asystował.

### Rapide Oued Zem
22 sierpnia 2017 roku został zawodnikiem Rapide Oued Zem. W tym zespole debiut zaliczył 8 września 2017 roku w meczu przeciwko FAR Rabat (0:0). Został zmieniony w 70. minucie przez Abdellaha Madiego. Pierwszego gola strzelił 19 listopada 2017 roku w meczu przeciwko Olympique Khouribga. Do siatki trafił w 72. minucie. W sumie wystąpił w 16 spotkaniach i raz trafił do siatki.

### 2018–2020
4 lipca 2018 roku został zawodnikiem AS Salé. 1 sierpnia 2019 roku zmienił klub na Racing Casablanca.

### Youssoufia Berrechid
9 listopada 2020 roku przeniósł się do Youssoufia Berrechid. W tym klubie debiut zaliczył 9 grudnia 2020 roku w meczu przeciwko Hassania Agadir (0:0). Zagrał całą drugą połowę. Łącznie wystąpił w czterech ligowych spotkaniach.

### Dalsza kariera
1 sierpnia 2021 roku wrócił do Racingu Casablanca. 11 sierpnia 2022 roku został zawodnikiem TAS Casablanca. 31 stycznia 2023 roku przeszedł do Chabab Atlas Khénifra. 30 lipca 2023 roku został graczem mauretańskiego FC Nouadhibou.